# Ipomoea reticulata
Ipomoea reticulata är en vindeväxtart som beskrevs av O'donell. Ipomoea reticulata ingår i släktet praktvindor, och familjen vindeväxter. Inga underarter finns listade i Catalogue of Life.